# Arno Doomernik
Arnold “Arno” Doomernik (født 14. august 1970 i 's-Hertogenbosch, Holland) er en hollandsk tidligere fodboldspiller (defensiv midtbane).
Doomernik spillede hele sin karriere i hjemlandet, hvor han tilbragte længst tid (ni sæsoner) hos Roda i Kerkrade. Han vandt den hollandske pokalturnering med klubben to gange, i henholdsvis 1997 og 2000.

## Titler
KNVB Cup
- 1997 og 2000 med Roda